# Хромцов, Николай Иванович
Николай Иванович Хромцов (22 марта 1902, Архангельский уезд, Архангельская губерния — 23 сентября 1943) — капитан советского ледокольного флота, полярный исследователь, участник ряда арктических экспедиций.

## Биография
Представитель известной династии моряков-поморов Хромцовых.
Родился на маяке Инцы в Зимне-Золотицкой волости Архангельского уезда Архангельской губернии. Отец — смотритель маяка (погиб в 1913 г. при спасении спасая моряков, тонувших рядом с маяком).
Учился в приходской школе деревни Зимняя Золотица.
С 1911 году учился в приходской школе в Архангельске.
С 11 лет нанялся на судно юнгой-зуйком, а с 14 лет матросом на парусниках судовладельца Федора Ладкина. Некоторое время проучился в Патракеевской мореходной школе.
С ноября 1921 г. — матрос на ледокольном пароходе «А. Сибиряков».
С 1922 г. — матрос ледокольного парохода «Русанов».
В 1923 г. он принял участие в Карской товарообменной экспедиции.
В 1924—1929 гг. на военной службе на Балтийском флоте.
Во время службы окончил школу подводного плавания и вечернее судоводительское отделение Ленинградского морского техникума, получив диплом штурмана.
С 1929 г. — старший помощник капитана ледокольного парохода «А. Сибиряков». На ледокольном пароходе «Владимир Русанов» участвовал в плавании к Северной Земле.
Летом 1933 г. на «Русанове» принял участие в доставке в бухту Марии Прончищевой первой группы зимовщиков во главе с С. П. Журавлевым. В декабре 1933 г. стал капитаном «Русанова».
В 1935 г. под его руководством «Русанов» совершил первый рейс на реку Индигирку.
В 1930—1937 гг. каждый год участвовал в весенних кампаниях по забою гренландского тюленя в Горле Белого моря.
В 1936 г. Хромцов получил диплом капитана дальнего плавания и был назначен капитаном ледокольного парохода «Садко».
На этом судне участвовал во Второй и Третьей Высокоширотных экспедициях Главсевморпути.
В 1937 г. «Садко» в рамках последней пересек море Лаптевых с запада на восток по 76-й широте, обогнув с севера Новосибирские острова и дойдя до островов Де-Лонга.
На острове Генриетты была организована советская полярная станция.
Затем «Садко» пошел на помощь судам, попавших в ледовый плен, однако 23 октября 1937 г. судно само оказалось зажатым льдами вместе с ледокольными пароходами «Г. Седов» и «Малыгин».
В августе 1938 г. «Садко» и «Малыгин» были высвобождены из ледового плана ледоколом «Ермак»
С 1939 г. Хромцов — капитан ледокола «Дежнёв».
С началом Великой Отечественной войны Хромцов — капитан ледокола «Ленин». Судно вело проводки советских и иностранных судов по Северному морскому пути, перевозя вооружение и продукцию для нужд фронта.
Н. И. Хромцов скончался 23 сентября 1943 году на борту ледокола «Ленин».
Похоронен на Вологодском кладбище Архангельска.

## Награды
- Орден «Знак Почета»
- Медаль «За трудовую доблесть»

## Память
- Именем Хромцова назван ледниковый купол на острове Харли, Земля Франца-Иосифа, мыс на западной оконечности Земли Георга[4]
- В честь Н. И. Хромцова назван мыс Хромцова (Баренцево море, Земля Франца-Иосифа, остров Земля Георга, название мысу присвоено в 1953—1955 гг.)[4].
- Улица Капитана Хромцова в Архангельске.
- Углерудовоз «Капитан Хромцов» (носил имя капитана с 1976 по 1997 гг., в настоящее время утилизирован)[5]
- Название «Капитан Хромцов» носила деревянная шхуна, построенная Маймаксанской судоверфью в 1943 г.